# Marsilea aegyptiaca
Marsilea aegyptiaca là một loài dương xỉ trong họ Marsileaceae. Loài này được Wall. mô tả khoa học đầu tiên năm 1832.
Danh pháp khoa học của loài này chưa được làm sáng tỏ. 

## Hình ảnh

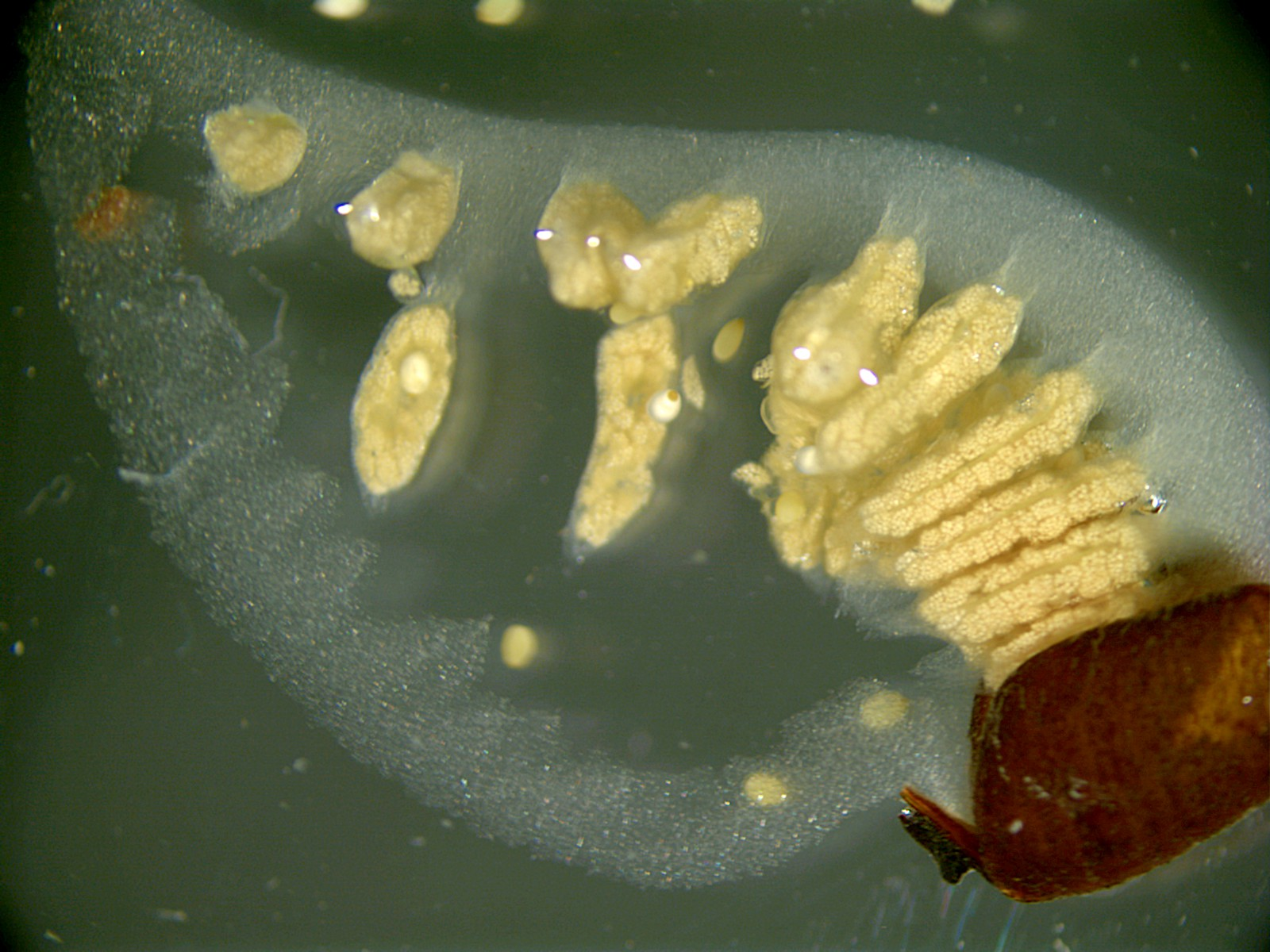
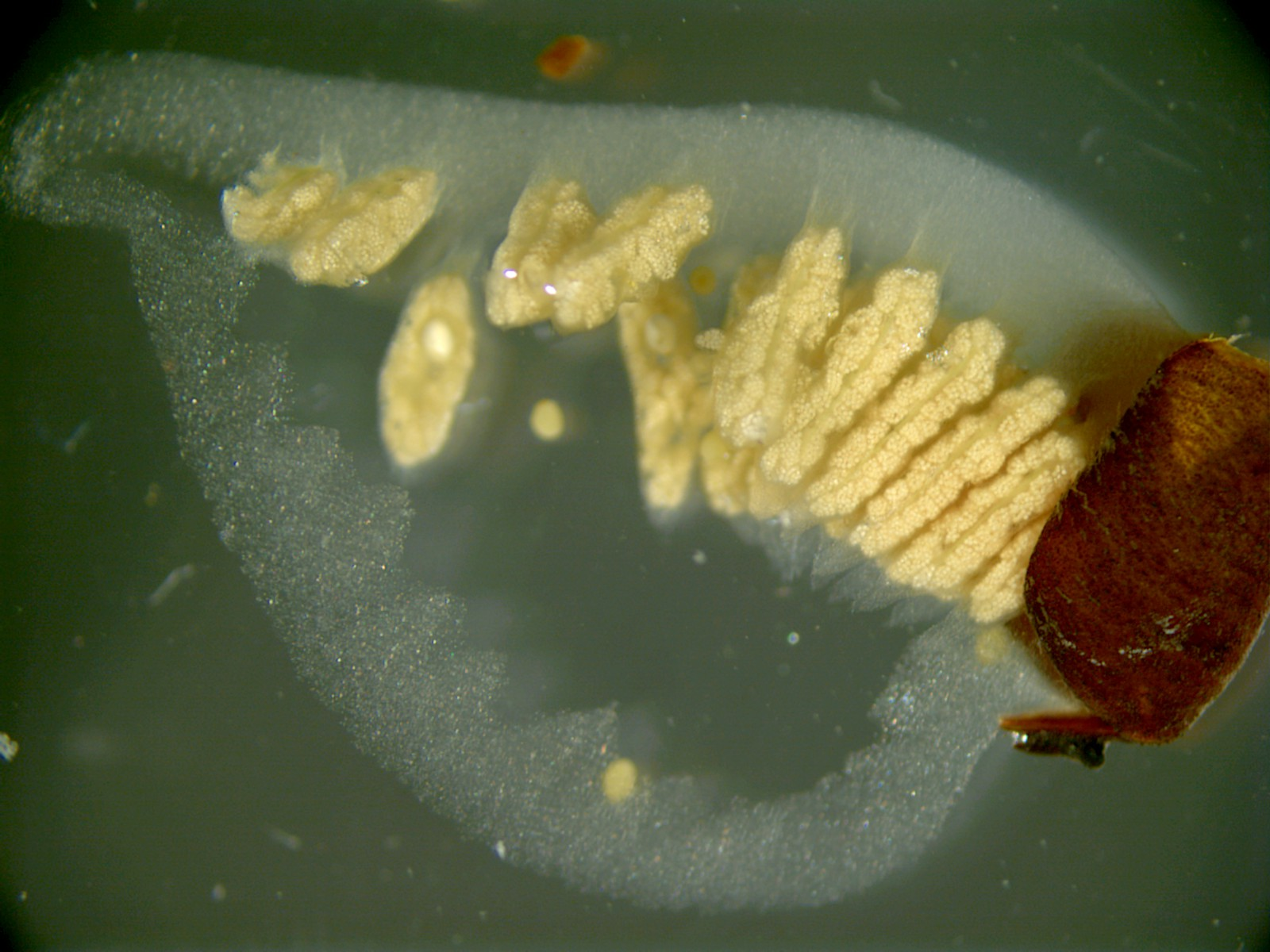
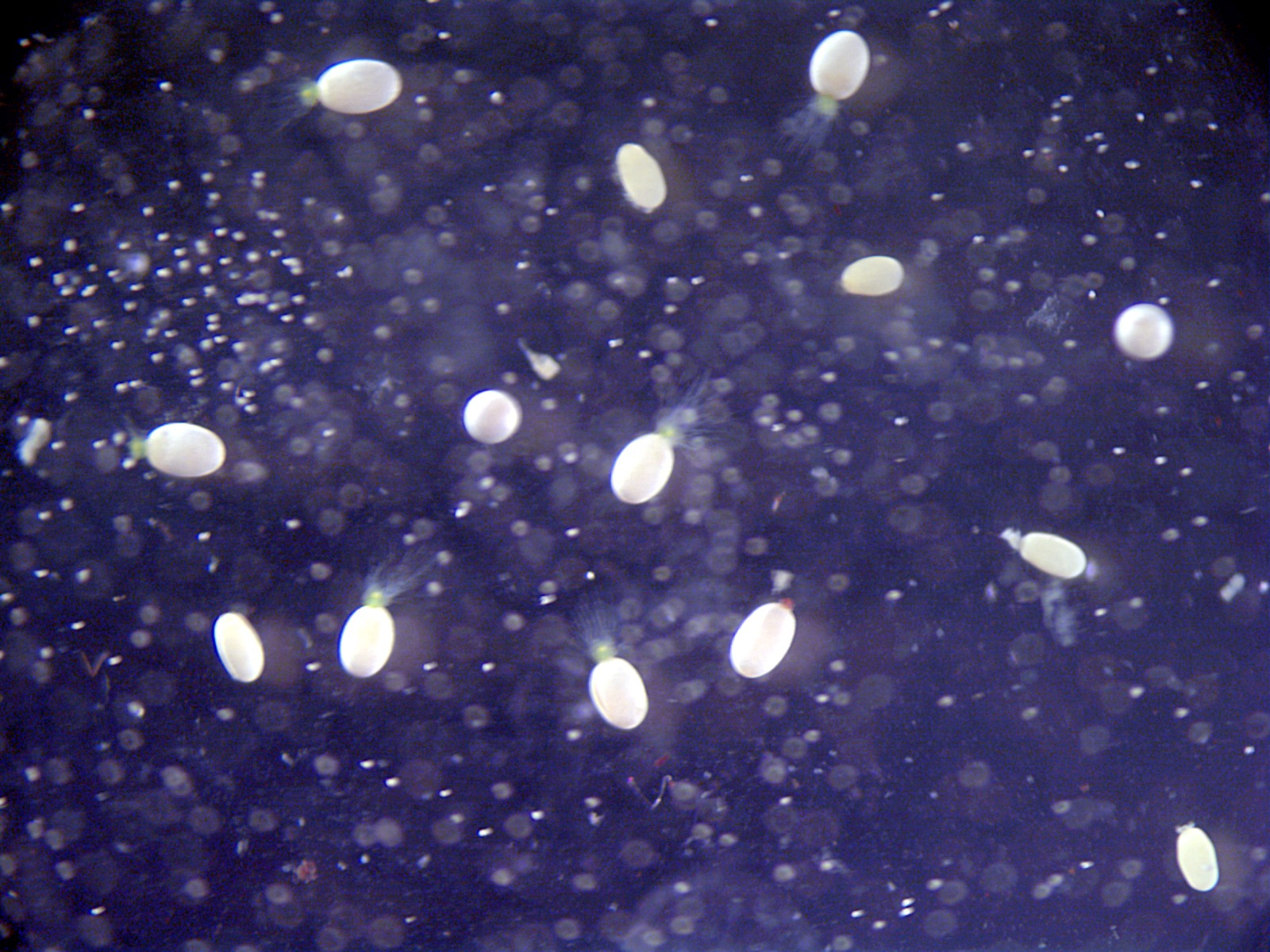
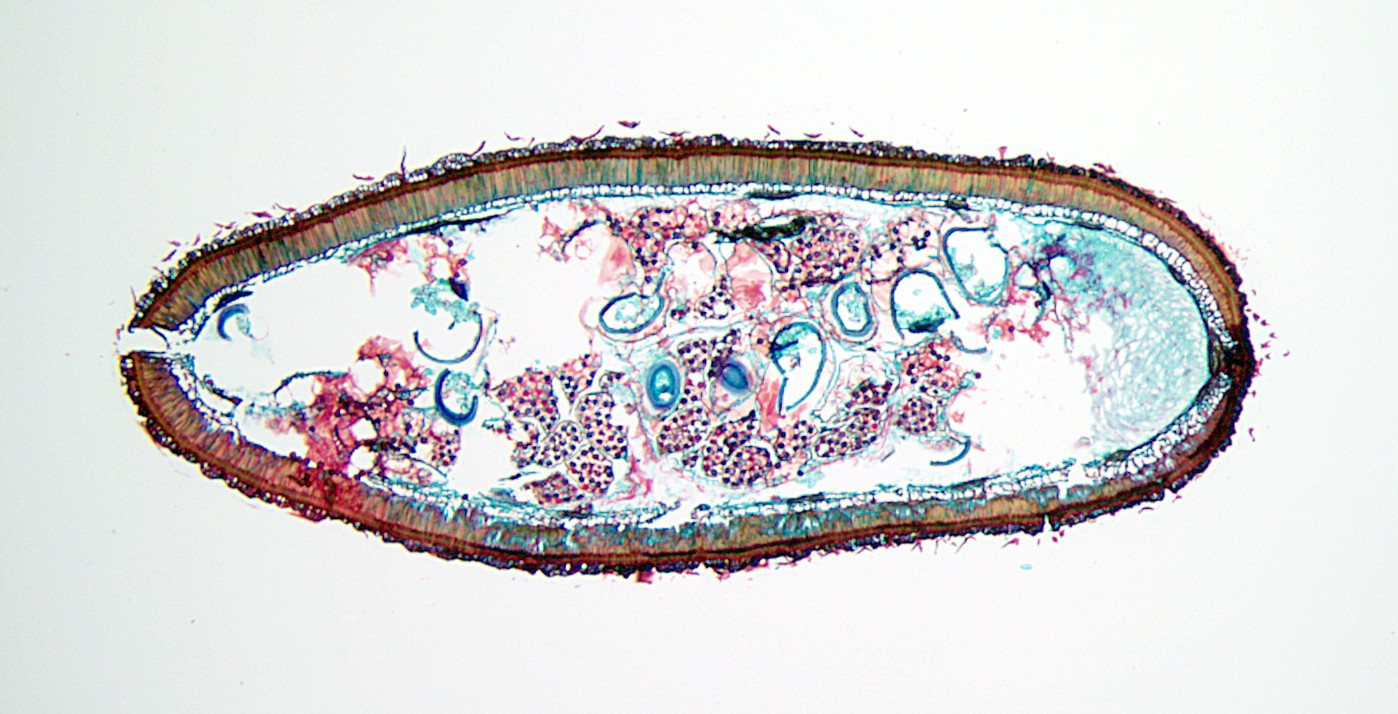